# Jean-Jacques Bernard
Jean-Jacques Bernard (Enghien-les-Bains, 30 luglio 1888 – Montgeron, 14 settembre 1972) è stato un commediografo e scrittore francese.

## Biografia
Jean-Jacques Bernard, autore drammatico francese, nacque a Enghien-les-Bains il 30 luglio 1888, figlio del drammaturgo Tristan Bernard.
Nel 1911 si sposò con Georgette Fray, dalla quale ebbe tre figli: François-René nel 1913, nel 1914 Nicolas e Anne-Marie nel 1919.
Nel 1927, Bernard diventò segretario della sezione Auteurs à la Société universelle du théâtre, che organizzò conferenze dal 1927 al 1938 e stagioni internazionali di spettacoli. 
Nell'arco della sua carriera, molto prolifica tra le due guerre, Bernard perseguì soprattutto la suggestione della scena, legando la sua attività al cosiddetto "teatro del silenzio" o "dell'inespresso",in cui il dialogo non esprime i veri atteggiamenti dei personaggi,le emozioni sono implicite in gesti, espressioni facciali, frammenti di linguaggio e silenzio, parzialmente simile al crepuscolarismo italiano, che ebbe il suo capostipite ne La vedova (1904) di Renato Simoni e il suo equivalente nel teatro di Fausto Maria Martini, a cui talvolta si avvicinò Bernard, così come ricevette qualche volta influenze da Maurice Maeterlinck, e in altre occasioni dalla psicoanalisi di Sigmund Freud.
Bernard descrisse lui stesso il principio dell'intimismo: «c'è un dialogo sotto sotto ascoltato, come un dialogo sotteso che è rendere sensibile. Quindi il teatro non ha nemici peggiori della letteratura. Esprime e diluisce ciò che dovrebbe solo suggerire ... Una sensazione commentata perde la sua forza. Ecco perché un "distico" dice sempre meno di una replica apparentemente indifferente».
Si tratta, generalmente, di piccoli drammi chiusi, nell'ambito di una semplice società piccolo borghese, incentrati al tema dell'amore deluso e segreto e dei fallimenti amorosi con una rassegnazione narcisistica e malinconica.
Tra le sue opere si possono menzionare: Le voyage à deux (1910); La joie du sacrifice (1912); La maison épargnée (1920); Le feu qui reprend mal (1921); Martine (1922), una storia di gioventù e romanticismo;L'invitation au voyage (1924); L'âme en peine (1926), Nôtre-Dame d'En-Haut (1951).
Successivamente le sue opere mutarono il tono iniziale e Bernard si dedicò anche alle novelle, ai romanzi, basati sugli stessi argomenti e ai saggi,tra i quali:  Le Camp de la mort lente (1944), incentrato sulla sua prigionia di ebreo nel campo di concentramento tedesco a Compiègne;Mon père Tristan Bernard (1955); Mon ami le théâtre (1958).

## Opere
- Le voyage à deux (1910);
- La joie du sacrifice (1912);
- Les enfants jouent (1912);
- La maison épargnée (1920);
- Le feu qui reprend mal (1921);
- Martine (1922);
- L'invitation au voyage (1924);
- L'âme en peine (1926);
- Le Jardinier (1939);
- Le Camp de la mort lente (1944);
- Nôtre-Dame d'En-Haut (1951);
- Mon père Tristan Bernard (1955);
- Mon ami le théâtre (1958).
- inoltre: Chic et Moche in  da IL DRAMMA n. 253 (1957)